# Зія Ґокальп
Зія Ґокальп (тур. Ziya Gökalp, нар. 23 березня 1876, Чермик, Туреччина — пом. 25 жовтня 1924, Стамбул, Туреччина) — псевдонім Мехмеда Зії (Mehmed Ziya) — турецький письменник, поет, соціолог і політичний діяч туркменського походження. 

## Біографія
Після революції младотурків в 1908 році Мехмед Зія приймає ім'я Gökalp («небесний герой»).
В 1908 році очолив Діярбакирське відділення партії «Єднання і прогрес», а в 1909 р, переїхавши до Салонік, був обраний до Центрального комітету партії. Видавав в Салоніках журнали Genç Kalemler (Молоді письменники) і Yeni Felsefe Mecmuası (Збірник нової філософії). Дав путівку в життя відомому згодом журналісту і соціологу Ахмету Еміну.
У 1912 повернувся в Стамбул, де став першим професором соціології університету Дар-уль-Фунун. У цей час він познайомився з інтелектуалами з Казані, Закавказзя і Криму — і став провідним ідеологом пантюркізма, намагався обґрунтувати необхідність об'єднання під егідою Туреччини всіх тюркомовних народів і навіть народів всієї угро-фінської групи в єдину мега-державу «Туран». На той час шовіністичні та мегаломанськими установки младотурків стали очевидними.
У 1913 році Зія Ґокальп став заступником міністра внутрішніх справ Талаат-паші. У 1914 році Зія заявив, що саме турок є тією «надлюдиною», про яку мріяв Ніцше. Відносно ісламу Зія висловлювався в тому сенсі, що його догми перешкоджають прогресу турецького суспільства. Однак офіційно ніколи не позиціонував себе атеїстом. 

В області геополітики, маючи далекосяжні задуми по Кавказу, Криму і Туркестану, Талаат і Ґокальп брали участь в розробці військово-політичного проекту «Туран Йолу» (Дорога в Туран). Зія Ґокальп розділяє з Талаат-пашою відповідальність за депортацію і геноцид вірменського населення.
У 1919 Зія Ґокальп був висланий британськими окупаційними властями зі Стамбула на Мальту, де провів два роки. Після повернення в Туреччину приєднався до кемалістів.
З 1923 — депутат турецького парламенту від Діярбакира. Входив до Великих національних зборів Туреччини.